# Zinkografie

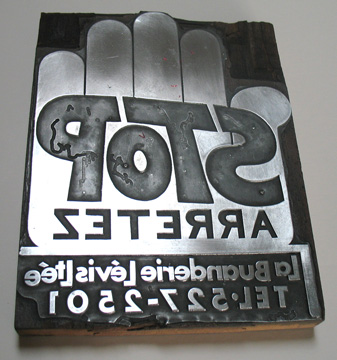
Typografisches Strich-Cliché

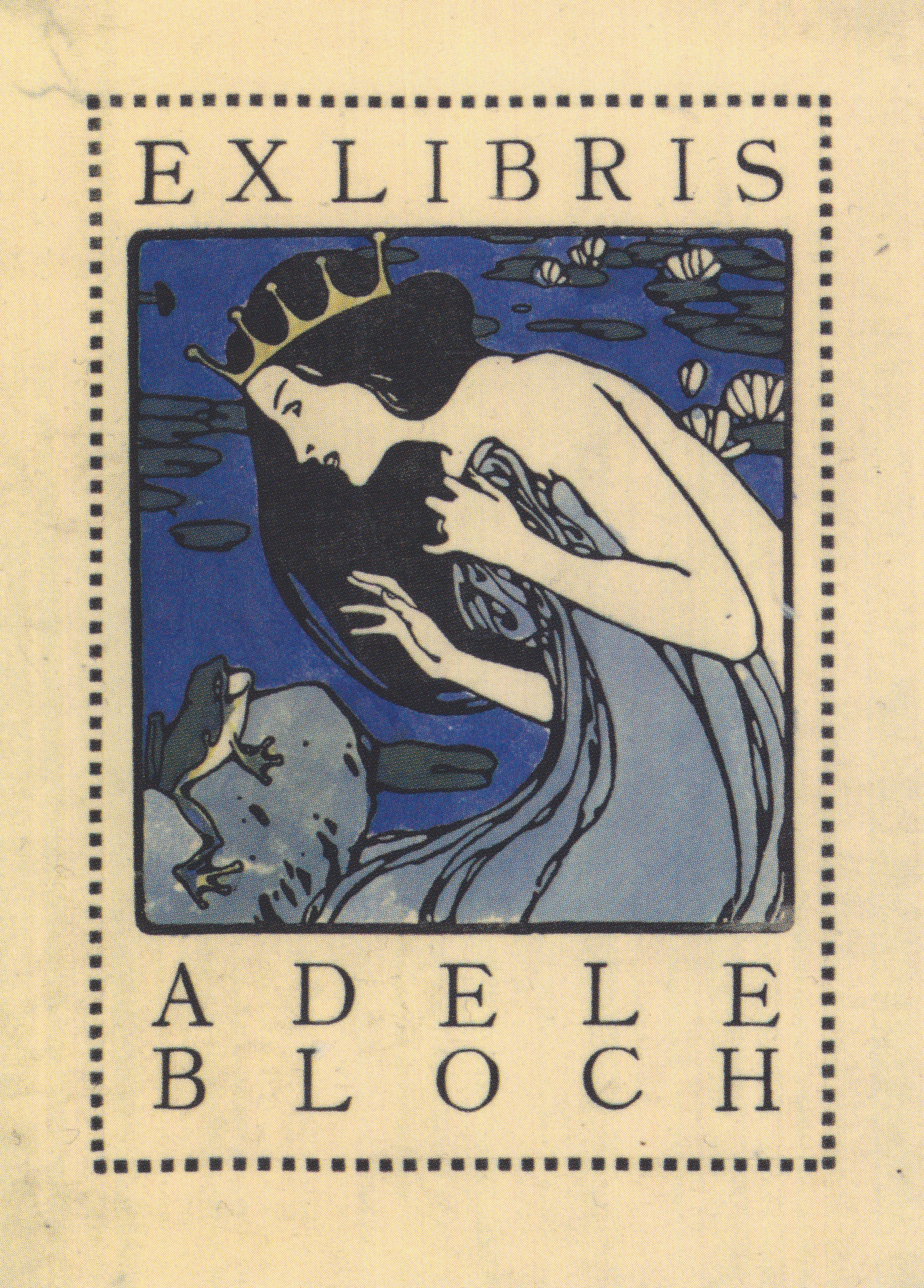
Klischee-Abdruck als Ex libris

Als Zinkografie, Zinkätzung, Zinkhochätzung oder Chemigrafie bezeichnet man ein von H. W. Eberhard um 1804 in Magdeburg erfundenes Verfahren unter Verwendung von Zinkplatten anstelle von teuren, schweren Lithografiesteinen. Zunächst wurde die Zinkplatte wie ein Lithografiestein behandelt und im Flachdruckverfahren in der Steindruckpresse eingesetzt. Ab 1850 wurde das Verfahren in der Schule von Barbizon von Charles Emile Jacque und Karl Bodmer für Illustrationen in Büchern und Zeitschriften angewendet und weiterentwickelt. Man bezeichnete diese Technik auch als Gravures en relief oder procédé Compte. Die Technik der Zinkätzung wurde im 19. Jahrhundert von William Blake entwickelt.

## Verfahren als Hochdruck
Seitdem ist die Zinkografie verbessert und für die Buchdruckpresse nutzbar gemacht worden, wobei die druckenden Partien hochgeätzt werden. Das Druckbild kann entweder mit chemischer Tusche direkt auf die polierte Platte oder auf Umdruckpapier gezeichnet und umgedruckt werden, oder es wird von Buchdrucken, Lithografien und Kupferstichen auf Umdruckpapier gedruckt und übertragen. Eine weitere Möglichkeit ist die Übertragung mit Hilfe der Fotografie, ein mit Fotozinkografie bezeichnetes Verfahren.
Der Umdruck erfolgt unter Einsatz eines speziellen Umdruckpapiers auf die Zinkplatte, das eine lösliche Schicht besitzt, die zusammen mit der Druckfarbe auf dem Metall haftet. Verstärkt wird das Druckbild durch den Überzug mit einer Lösung aus Gummi arabicum und verdünnter Farbe. Die getrocknete Platte wird danach mit einem feinen, aus einer Mischung von Wachs, Kolophonium und Asphalt gewonnenen Pulver eingestäubt, das man unter leichter Wärme anschmelzen lässt, während größere bildfreie Stellen sowie die ganze Rückseite mit einer Lösung aus Schellack und Spiritus bestrichen wird.
Zur Ätzung legt man die Platte in ein flaches, mit Pech ausgegossenes Holzgefäß, das etwa 2 cm hoch mit einer Mischung aus 40 Teilen Regenwasser und 1 Teil reiner Salpetersäure gefüllt ist. Die Platte wird nach etwa 2 Minuten in reinem Wasser abgespült und getrocknet. Anschließend wird das Harzpulver abermals angeschmolzen und zwar so, dass es mit der Farbe der Zeichnung an deren Strichen leicht herunterfließt. Der Chemigraf trägt nun eine Farbmischung aus Buch- und Steindruckfarbe, der etwas Harz und Wachs zugesetzt wird, mit einer Lederwalze auf. Danach wird die Platte erneut in das Ätzwasser gelegt und der Ätzvorgang unter Verstärkung, gegebenenfalls Erneuerung der Ätzflüssigkeit bis zu sechsmal wiederholt.
Nach der sechsten Ätzung wird die Farbe mit Terpentin und einer scharfen Bürste abgewaschen, die Platte in eine heiße Pottaschelösung gelegt und getrocknet. Größere Stellen, die nach dem Druck weiß erscheinen sollen, werden herausgemeißelt oder -gesägt, worauf noch eine Reinätzung erfolgt.
Zum Ätzen verwendete Chlorsäure ergibt schöne, glänzende Flächen und reine, scharfe Linien. Obwohl es gelungen ist, die zinkografischen Ätzungen auf einen hohen Qualitätsstandard zu bringen, können sie den Holzschnitt nur da ersetzen, wo es weniger auf künstlerische Vollendung der Produktion als auf Schnelligkeit der Erzeugung von Illustrationen oder getreue Faksimilierung ankommt. Eine Weiterentwicklung der Zinkografie wird Elektrochemitypie genannt.

## Verfahren als Tiefdruck
Für Ätzradierungen auf Zinkplatten, die sog. Zinkätzung, wird die Platte mit einem Abdecklack geschützt, der partiell durch Abschaben / Abkratzen entfernt wird. Legt man die Platte anschließend in ein Ätzbad, das aus verdünnter Salpetersäure oder Eisen(III)-chlorid-Lösung besteht, wird die Druckplatte an diesen Stellen tiefer geätzt. Beim Tiefdruckverfahren wird dann die gesamte Platte eingefärbt, die auf der Oberfläche stehende Farbe abgewischt und durch Aufpressen eines angefeuchteten Papiers die Farbe in der Tiefdruckpresse aus den Vertiefungen herausgesogen.
Halbtöne werden erzielt, indem die Druckplatte mit Kolophonium-, Asphalt- oder Ätzschichtpulver eingestäubt wird, das durch Hitze aufgeschmolzen wird. Dadurch werden Flächen aufgerastert und es entstehen kleine Näpfchen, die Farbe aufnehmen.
Es sind alle Varianten der Ätzradierung möglich, die auch auf Kupfer angewendet werden.

## Chemigrafie
Die moderne Zinkografie wird als Chemigrafie bezeichnet. Bis etwa 1956 wurde dieses Verfahren folgendermaßen ausgeführt:
Zunächst wurde vom Reprofotografen eine Glasscheibe gründlich gesäubert und mit einem Haftgrund versehen. Dieser Haftgrund bestand aus einer Lösung von Wasch- oder Wundbenzin mit einem Kleber. Das Gemisch wurde auf die Glasplatte gegossen und getrocknet. Meistens wurden mehrere Platten als Vorrat für einen Arbeitstag vorbereitet.
Danach beschichtete der Fotograf die Glasplatte mit einem flüssigen lichtempfindlichen Kollodiumpräparat und legte die nasse Fotoplatte in eine Kassette, die in die Reprokamera eingehängt wurde. Die etwa 10-minütige Belichtung erfolgte mit 4 Kohlebogenlampen.
Nach der Entwicklung, Fixierung, Wässerung und Trocknung der Platte lag ein fotografisches Negativ des Druckbildes vor. Inzwischen wurde eine 1,5 mm starke Zinkplatte in entsprechender Größe entfettet und mit einer lichtempfindlichen Schicht versehen. Deren Lichtempfindlichkeit war so niedrig, dass der Chemigraf bei gelbem Licht arbeiten konnte. In einem Kopierrahmen wurde das fotografische Negativ mit der Schichtseite auf die lichtempfindliche Zinkplatte gelegt und unter Vakuum angepresst. Die Belichtung erfolgte ebenfalls mit Kohlebogenlicht. Dabei verhärteten sich die belichteten Bildpartien, während die unbelichteten Stellen mit Wasser abgespült wurden, so dass ein positives Druckbild auf der Zinkplatte erschien. Durch Erhitzen der Platte auf ca. 300 Grad Celsius wurde das Druckbild säurebeständig gemacht.
Die erste Ätzung erfolgte in stark verdünnter Salpetersäure in einer Ätzschale aus Stein oder Kunststoff und trug ca. 0,1 mm der Zinkplatte ab.
Bis in die 80er Jahre wurden mechanische Ätzmaschinen eingesetzt. Das darin enthaltene Bad (Emulsion) aus Salpetersäure und Flankenschutzmittel wurde über Schaufelräder auf die am geschlossenen Deckel, sich drehende Zinkplatte geschleudert. Nichtdruckenden Partien hatten etwa 0,5 mm Tiefe. Größere nichtdruckende Partien legte man zusätzlich in der Fräserei tiefer. (Dies ersparte auch frühzeitige Sättigung des Säurebades) Jede Zinkplatte bestand aus mehreren, lose zusammengestellten Sujets, die anschließend mit einer Hackschere getrennt wurden. Je nach Menge des herausgeätzten Metalls, war das Säurebad früher oder später gesättigt und musste abgelassen werden. In früheren Zeiten einfach verdünnt in die Kanalisation, spätestens in den 80er Jahren wurde es in eigenen Behältern, in den Klischeeanstalten gesammelt, dann mit Natronlauge neutralisiert und in die Kanalisation abgelassen.
Heute spielt die Chemigraphie noch zur Herstellung von Prägeklischees für Blindprägungen oder Lederprägungen eine Rolle. Dabei kommen Magnesiumklischees zum Einsatz.
Nach Fertigstellung des Klischees wurde ein Andruck zur Überprüfung hergestellt.

## Bekannte Chemigrafen
- Helmut Lohner
- Karl Hodina
- Peter Maffay